# Fryderyk Król
Fryderyk Król (ur. 6 marca 1895 w Dziećmorowicach, zm. między 9 a 11 kwietnia 1940 w Katyniu) – kapitan piechoty rezerwy Wojska Polskiego, nauczyciel, ofiara zbrodni katyńskiej.

## Życiorys
Urodził się w rodzinie Józefa i Józefy z Seberów].
Brał udział w wojnie 1918–1921. Jako członek POW uczestniczył w akcji plebiscytowej na Śląsku. Od 1923 w stopniu kapitana rezerwy ze starszeństwem z dniem 1 czerwca 1919 z lokatą 1481, przydzielony do 74 pułku piechoty. Podlegał pod PKU Katowice.
W okresie międzywojennym był kierownikiem szkół powszechnych na Śląsku Cieszyńskim i w Siemianowicach Śląskich. Ostatnio dyrektor szkoły w Strumieniu w ówczesnym powiecie bielskim.
W kampanii wrześniowej wzięty do niewoli przez Sowietów. 20 września przebywał w więzieniu w Tarnopolu. Według stanu na 17 lutego 1940 był jeńcem obozu w Kozielsku. Między 7 a 9 kwietnia 1940 przekazany do dyspozycji naczelnika smoleńskiego obwodu NKWD (lista wywózkowa nr 017/3 poz. 36 z 5 kwietnia 1940). Został zamordowany między 9 a 11 kwietnia 1940 przez NKWD w lesie katyńskim. Zidentyfikowany podczas ekshumacji prowadzonej przez Niemców w 1943, zapis w dzienniku ekshumacji 5 maja 1943 pod numerem 1017. Przy szczątkach Fryderyka Króla w mundurze oficerskim znaleziono książeczkę oficerską, książeczkę oszczędnościową PKO, list nadany (data 7 stycznia 1940)  przez Helenę Król, i list do Czerwonego Krzyża w Berlinie.  Figuruje na liście AM-193-1017 i liście Komisji Technicznej PCK pod numerem: GARF-30-01017. Nazwisko Króla znajduje się na liście ofiar (pod nr 950) opublikowanej w Gońcu Krakowskim nr 114, w Nowym Kurierze Warszawskim nr 119 z 1943. W Archiwum Robla (pakiet 01017) znajduje się spis dokumentów i papierów znalezionych przy szczątkach, Król jest wymieniony w notatkach porucznika Pawła Brusa z 13, 20 września 1939 i 17 lutego 1940 (pakiecie 0765-05, 07, 19). Krewni do 1974 poszukiwali informacji przez Biuro Informacji i Badań Polskiego Czerwonego Krzyża w Warszawie.

Był żonaty, miał córkę.
5 października 2007 minister obrony narodowej Aleksander Szczygło mianował go pośmiertnie na stopień majora. Awans został ogłoszony 9 listopada 2007, w Warszawie, w trakcie uroczystości „Katyń Pamiętamy – Uczcijmy Pamięć Bohaterów”.

## Ordery i odznaczenia
- Krzyż Niepodległości – 2 sierpnia 1931 „za pracę w dziele odzyskania niepodległości”[10]
- Krzyż Walecznych[3],
- Krzyż za Obronę Śląska Cieszyńskiego II kl. (2 października 1919)[11].
- Krzyż Kampanii Wrześniowej – pośmiertnie 1 stycznia 1986[12]